# Cosmopolis (revue)
Pour les articles homonymes, voir Cosmopolis.
Cosmopolis est une revue multilingue et internationale fondée en 1896 et publiée simultanément en Europe et en Amérique.

## Historique
Cosmopolis est une revue mensuelle internationale fondée par Fernand Ortmans, avec une première livraison datée 1er janvier 1896. Ortmans se disait « baron de Sénéchal, éduqué au Japon, grand voyageur, linguiste et critique ».
Cosmopolis paraît simultanément dans plusieurs pays et en trois langues (anglais, allemand, français), chez un éditeur différent via un contrat de licence. Ce principe de publication la rapproche plus d'un format magazine. Elle semble partager entre Paris et Londres sa direction générale, du moins Ortmans le laisse-t-il entendre, dans ses chroniques mondaines pour Le Temps. Né le 9 mai 1861 à Bruxelles, il recevait aristocrates et écrivains dans un hôtel particulier rue de Longchamp, et épousa, plus tard, en secondes noces, une veuve, héritière de la banque Baring, qui possédait une maison en plein Manhattan. Véritable aventurier, il acquit des centaines de milliers d'hectares en Guyane française, fut capitaine de réserve durant la Première Guerre mondiale et officier de la Légion d'honneur.
Les bureaux de rédaction à l'international sont à Paris chez Armand Colin, Amsterdam chez Kirberger & Kesper, Berlin chez Rosenbaum & Hart, Genève chez Charles Eggimann & Cie, Vienne chez Hartleben, Saint-Pétersbourg chez A. Zinserling (des articles en russe sont intégrés à la revue dès janvier 1897), New York chez The International News & Cie. Le bureau londonien est abrité par les éditions T. Fisher Unwin qui assure le lien à la fois vers les pays de l'Empire britannique et vers le marché américain et qui ont une longue pratique de l'édition littéraire et artistique (avec Joseph Conrad, par exemple, et dont Ortmans refusa un texte en juillet 1896).
Le tirage moyen est de 20 000 exemplaires, sur des machines utilisant la typogravure en noir et blanc. Chaque numéro comprend un cahier de début et de fin comprenant des encarts publicitaires pour des annonceurs locaux.
Le contenu s'étend en moyenne sur plus de 300 pages et comprend des articles politiques, littéraires et de vie pratique ; ils sont très rarement illustrés de reproductions de dessins ou photographies. En France, c'est Émile Faguet qui dirige le bureau, du moins qui en est le correspondant.
L'entreprise cesse au bout de 35 livraisons avec le numéro de novembre 1898, mais ce modèle économique sera imité, notamment par les magazines de mode anglosaxons. Annoncées, les suppléments en langues scandinave, néerlandaise, italienne ne virent jamais le jour.
Dans la partie française du numéro de mai 1897 est publié le poème Un coup de dés jamais n'abolira le hasard de Stéphane Mallarmé.

## Auteurs publiés
Plusieurs écrivains célèbres ont été publiés dans Cosmopolis :
- Paul Bourget
- Joseph Conrad
- Henry James
- Eugen Richter
- Stéphane Mallarmé
- Arthur Schnitzler
- Marcel Schwob
- Anton Tchekhov